# Dolmen di Billella
Il dolmen di Billella è un monumento archeologico funerario situato su un pianoro roccioso a circa un chilometro dell'abitato di Luras, nella Sardegna nord-orientale. È ubicato a poca distanza da altri tre dolmen, Alzoledda, Ciuledda e Ladas, in un'area ricca di testimonianze archeologiche che documentano la continuità dell'insediamento umano fin dalla preistoria.

## Descrizione
Realizzato in granito con funzione di sepoltura collettiva e, insieme, di luogo di culto è un classico esempio della cultura del megalitismo che ha caratterizzato l'Europa, e l'Isola in particolare, durante l'età del rame (III millennio a.C.). Il dolmen è eseguito secondo il sistema trilitico (dal greco tri, tre, e lithos, pietra) - il più antico schema architettonico conosciuto - caratterizzato da elementi portanti disposti in verticale che ne sorreggono degli altri poggiati orizzontalmente.
 
In particolare il dolmen di Billella è costituito da tre ortostati, due posizionati su un lato e un terzo di grandi dimensioni (m 2,20 x 0,60 x 1,20) dalla parte opposta. Funge da copertura un grande lastrone quadrangolare di m 2,20 x 2,30 x 0,60, grezzo e arrotondato nella parte superiore e appiattito nella faccia inferiore. Ne risulta un vano a pianta rettangolare con dimensioni di m 2 x 1,70 e una altezza di 1,70 m con ingresso rivolto a nord-est.

## Galleria d'immagini

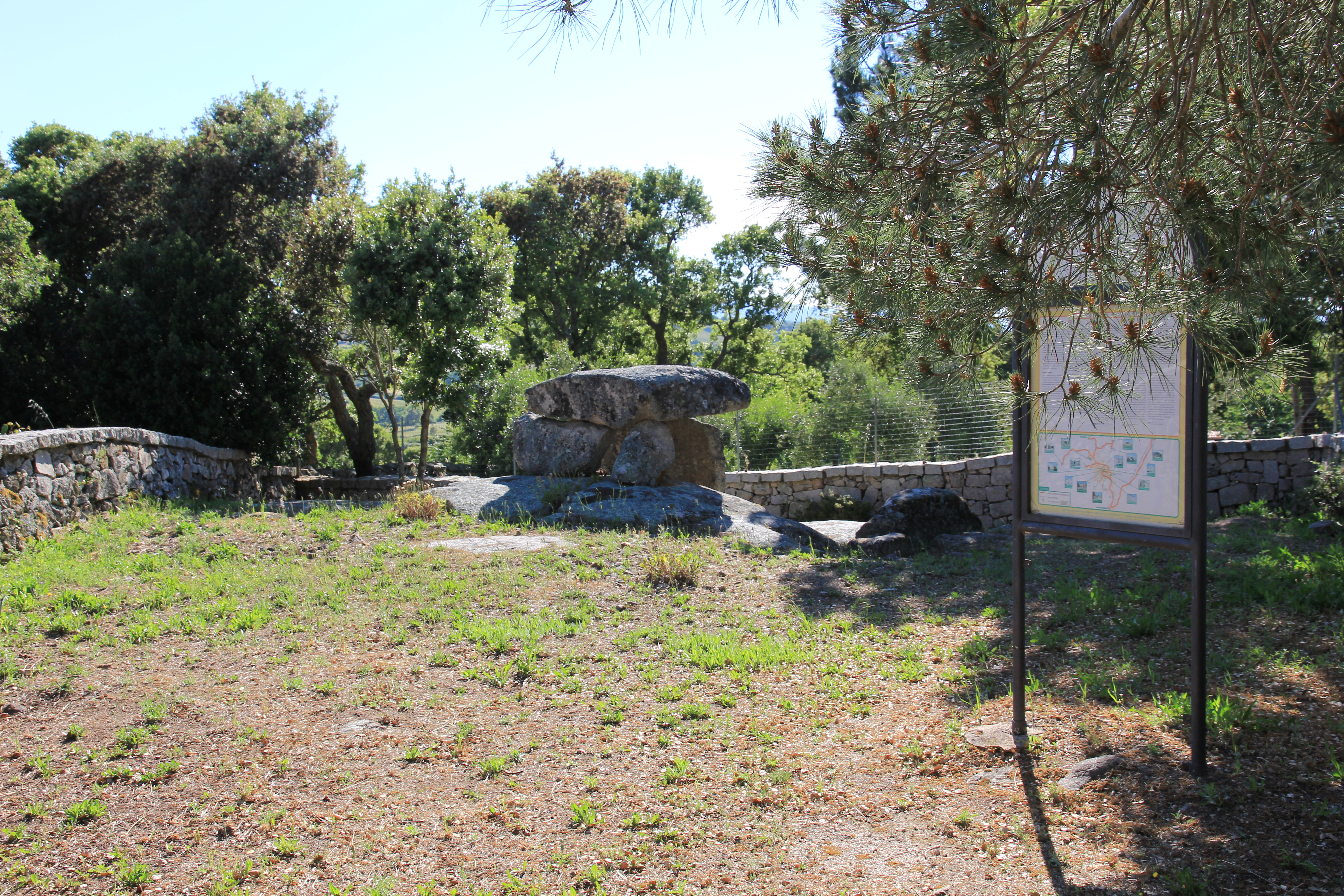
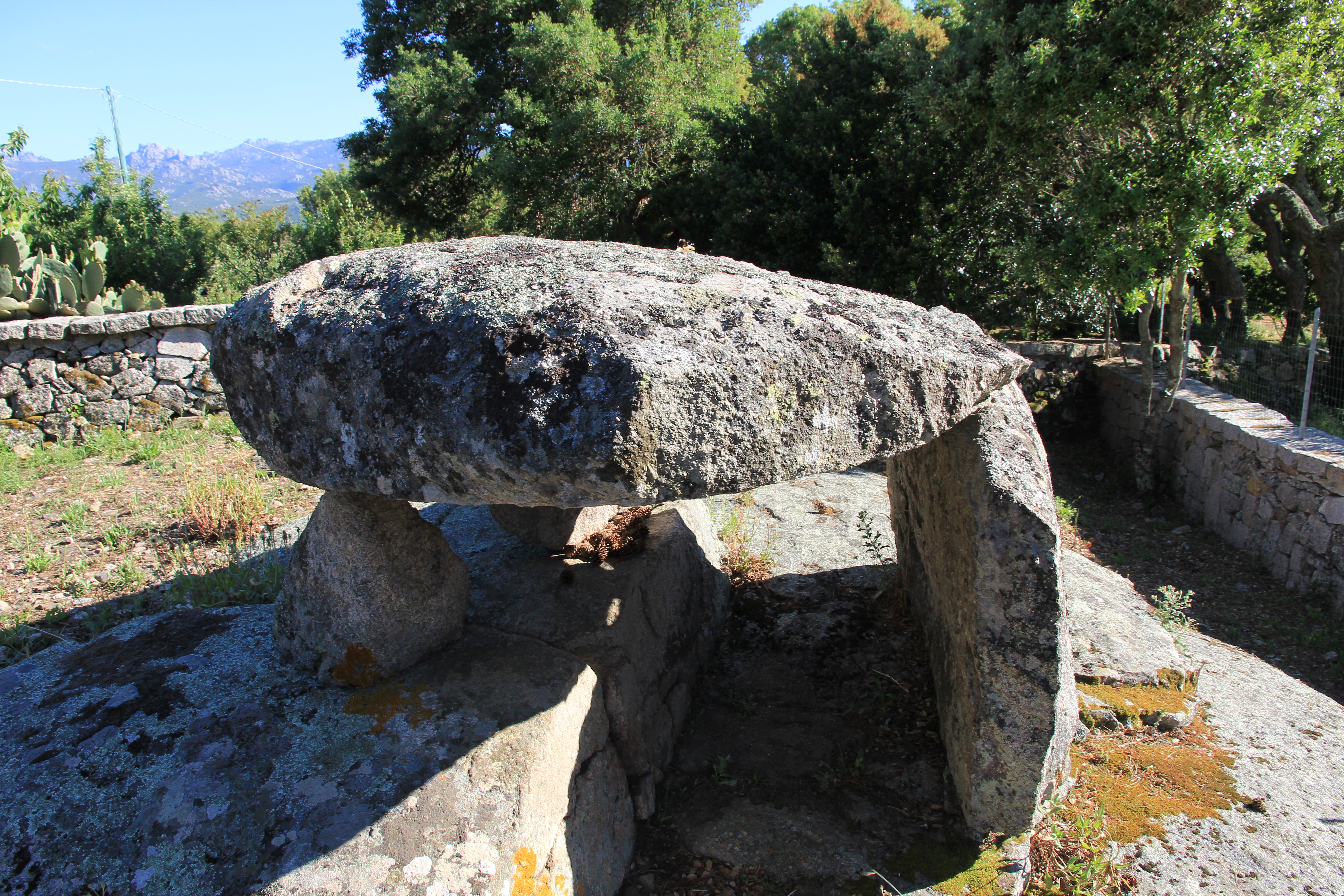
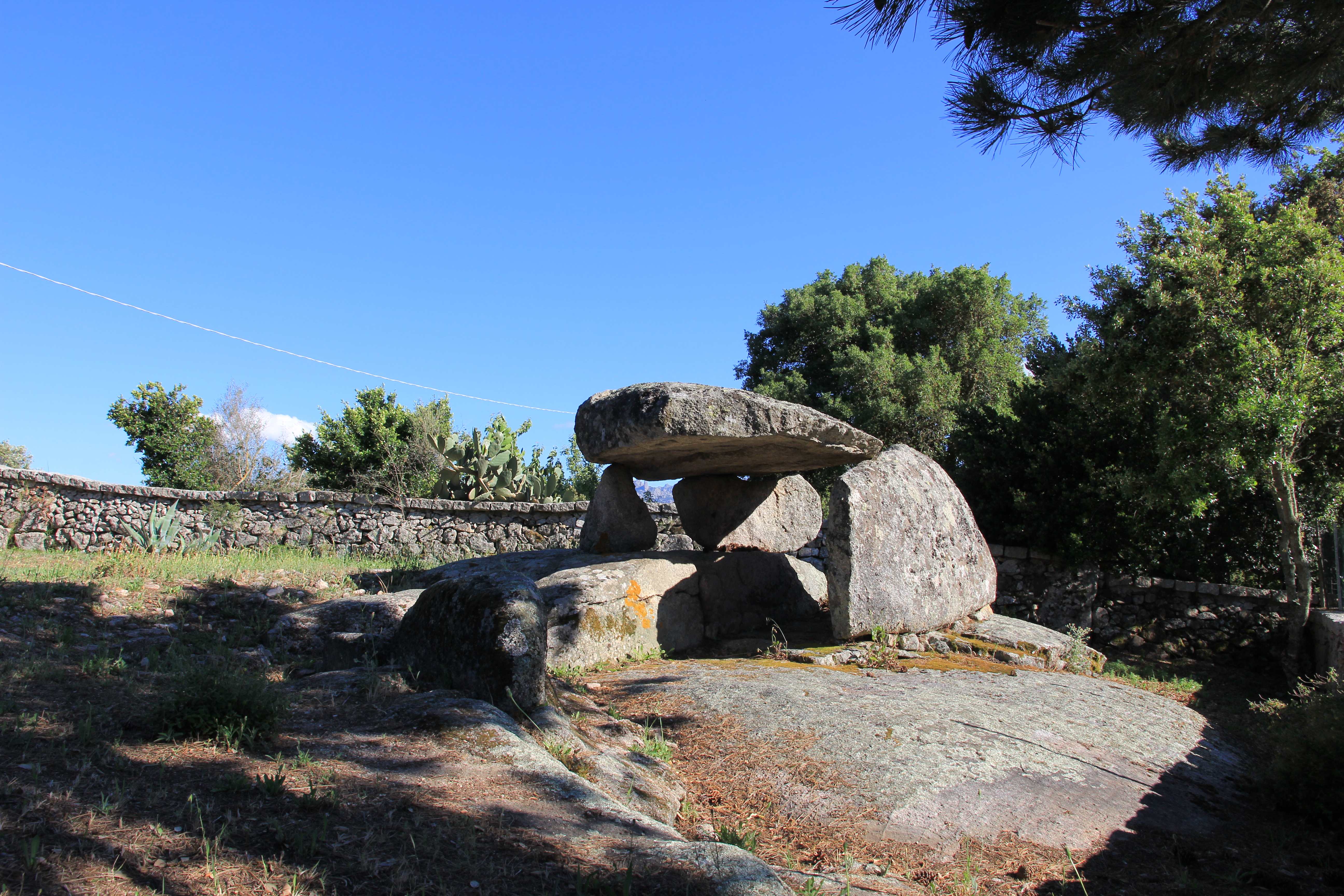
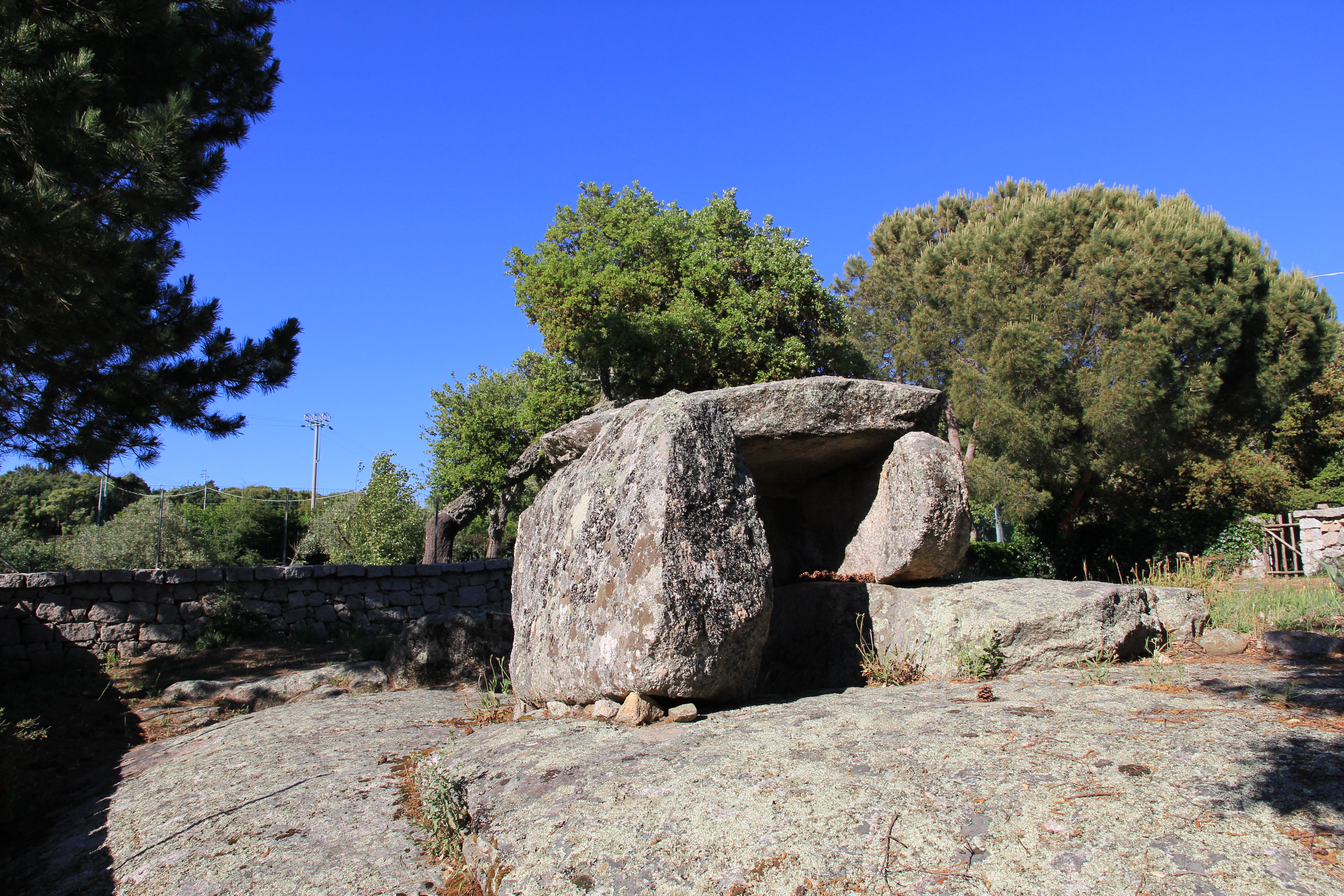

## Datazione
Analisi sui reperti rinvenuti durante lavori di consolidamento dei dolmen di Alzoledda e Ciuledda svolti a fine Novecento hanno permesso di ascrivere l'impianto dei due monumenti al Neolitico recente (3200 a.C. circa), corrispondente alla fase più antica della cultura di Ozieri. Tale datazione, antecedente rispetto a quella generalmente accettata per la nascita del fenomeno dolmenico in Sardegna - seppure in assenza di dati materiali, è stata proposta anche per il dolmen di Ladas.